# Amamiclytus setosulus
Amamiclytus setosulus är en skalbaggsart som beskrevs av Holzschuh 1991. Amamiclytus setosulus ingår i släktet Amamiclytus och familjen långhorningar. Inga underarter finns listade i Catalogue of Life.